# Ať to stojí, co to stojí
Ať to stojí, co to stojí (v anglickém originále Whatever It Takes) je americký film z roku 2000. Teenagerskou romantickou komedii podle scénáře Marka Schwahna natočil režisér David Raynr. Ústřední čtveřici středoškoláků ztvárnili Jodi Lyn O'Keefe, Marla Sokoloff, Shane West a James Franco. Studio Columbia Pictures a distribuční společnost Sony Pictures film uvedly do amerických kin 24. března 2000.

## Dej
Ryan (Shane West) usiluje o školní krásku Ashley (Jodi Lyn O'Keefe), zatímco o jeho blízkou kamarádku Maggie (Marla Sokoloff), s níž od mala vyrůstal, se pokouší Ashleyin bratranec a školní playboy Chris (James Franco). Maggie však o něj nestojí, a tak se Chris dohodne s Ryanem, aby si vzájemně dopomohli k získání obou dívek. Po řadě peripetií se zdá, že oba směřují k úspěchu. Ryan však prohlédne nesnesitelnou povrchnost Ashley i Chrisovu strategii „ošustit a opustit“. Blíží se však maturitní ples a obě dvojice na něj vyrazí…

## Obsazení
| Jodi Lyn O'Keefe | Ashley Grantová                |
| Shane West       | Ryan Woodman                   |
| Marla Sokoloff   | Maggie Carterová               |
| Manu Intiraymi   | Dunleavy, Ryanův kamarád       |
| Aaron Paul       | Floyd, Ryanův rebelský kamarád |
| Julia Sweeney    | Kate Woodmanová, Ryanova matka |
| James Franco     | Chris Campbell                 |
| Kip Pardue       | Harris, Chrisův kamarád        |
| Scott Vickaryous | Stu, Chrisův kamarád           |
| Colin Hanks      | Cosmo, Ryanův kamarád          |
| Richard Schiff   | učitel tělocviku               |

## Přijetí
Snímek s rozpočtem 32 milionů amerických dolarů vydělal za první víkend 4,1 milionů, čímž se umístil na 6. příčce v návštěvnosti amerických kin. celkově pak utržil celosvětově necelých 10 milionů dolarů.
V recenzním agregátoru Rotten Tomatoes získal film z celkových 67 recenzí výsledné hodnocení 16 %, zatímco diváci ho ocenili 47 procenty. Na webu Metacritic obdržel 20 bodů ze sta na základě 22 recenzí.
Film byl nominován ve třech kategoriích na Teen Choice Awards 2000, a to za nejlepší komedii (vyhrál Austin Powers: Špion, který mě vojel), James Franco za největšího „slizouna“ a Jodi Lyn O'Keefe za hysterický výstup, ale žádnou nominaci neproměnil.